# ابراهیم خلیل‌الله
 ابراهیم خلیل‌الله  فیلمی به کارگردانی و نویسندگی محمدرضا ورزی ساختهٔ سال۱۳۸۳ است. این فیلم دوران به نبوت رسیدن  ابراهیم  را به نمایش می‌گذارد.  بابِل  مقر حکومت  نمرود  بن کوش است و  آزر  از بزرگان بابِل و عموی  ابراهیم  است.  ابراهیم  پدرش تارخ را از دست داده و  آزر  سرپرست اوست، ابراهیم  با بت پرستی مخالف است وسرانجام به نبوت مبعوث میشود.

## بازیگران
| بازیگران          | نقش             |
| ----------------- | --------------- |
| محمد صادقی        | ابراهیم         |
| بهزاد فراهانی     | آزر             |
| چنگیز وثوقی       | نمرود           |
| فخرالدین صدیق‌شریف | شیطان           |
| فخرالدین صدیق‌شریف | مشاور نمرد      |
| میرطاهر مظلومی    | هارپاک          |
| نگین صدق‌گویا      | ساره            |
| روشنک عجمیان      | هاجر            |
| خسرو فرخزادی      | اوبیس           |
| لیلا بلوکات       | رنه             |
| حسام نواب صفوی    | اسماعیل         |
| محسن صادقی‌نسب     | رعو             |
| مظفر شمس‌کاظمی     | پدر ساره        |
| مسعود عجمی        | لوط             |
| رامین مهاجرانی    | فرشته وحی       |
| محمدرضا مؤمنی     | مرد بابلی       |
| مرتضی حسینی‌راد    | مهتر قبیله جرهم |
| مریم ورزی         | کودکی اسماعیل   |